# Prostitución en Canadá

Prostitución en Norteamérica. En naranja, el modelo neoabolicionista de la prostitución, en el que la venta de servicios es legal pero su compra ilegal, al que pertenece Canadá.

La prostitución en Canadá es ilegal tras la aprobación, en 2014, de la reforma legal de la Ley de protección de las comunidades y de las personas explotadas (C-36), por el que quedaban ilegalizadas tanto la compra como la publicidad de servicios sexuales, así como la subsistencia de los beneficios materiales del trabajo sexual. La ley promulgó oficialmente sanciones penales por «comprar servicios sexuales y comunicarse en cualquier lugar con ese fin».
Tradicionalmente, la prostitución en el país era legal, pues no había leyes que prohibieran el intercambio de sexo por dinero u otra contraprestación. El 20 de diciembre de 2013, la Corte Suprema de Canadá declaró inconstitucionales las leyes que prohibían los burdeles, la comunicación pública con fines de prostitución y vivir de las ganancias de la prostitución, en virtud de la sentencia Canada (AG) v Bedford. El fallo dio al parlamento nacional un plazo de doce meses para reescribir las leyes sobre prostitución y suspender su vigencia de modo que las leyes actuales siguieran vigentes. El 6 de diciembre de 2014 entró en vigor la legislación modificatoria, que ilegalizó la compra de servicios sexuales.
Con esta aprobación legislativa, Canadá ilegalizaba, por primera vez en su historia contemporánea, el intercambio de servicios sexuales por dinero. El Ministerio de Justicia canadiense afirmó con ello que el nuevo marco jurídico «refleja un cambio de paradigma significativo que se aleja del tratamiento de la prostitución como "molestia" [...] y se acerca al tratamiento de la prostitución como una forma de explotación sexual». Sin embargo, muchas organizaciones de defensa de los derechos de las trabajadoras del sexo sostienen que la nueva ley afianza y mantiene el perjuicio contra las trabajadoras del sexo, ya que éstas siguen cometiendo un delito, aunque existe inmunidad frente a la detención por los beneficios materiales y la publicidad.

## Trasfondo

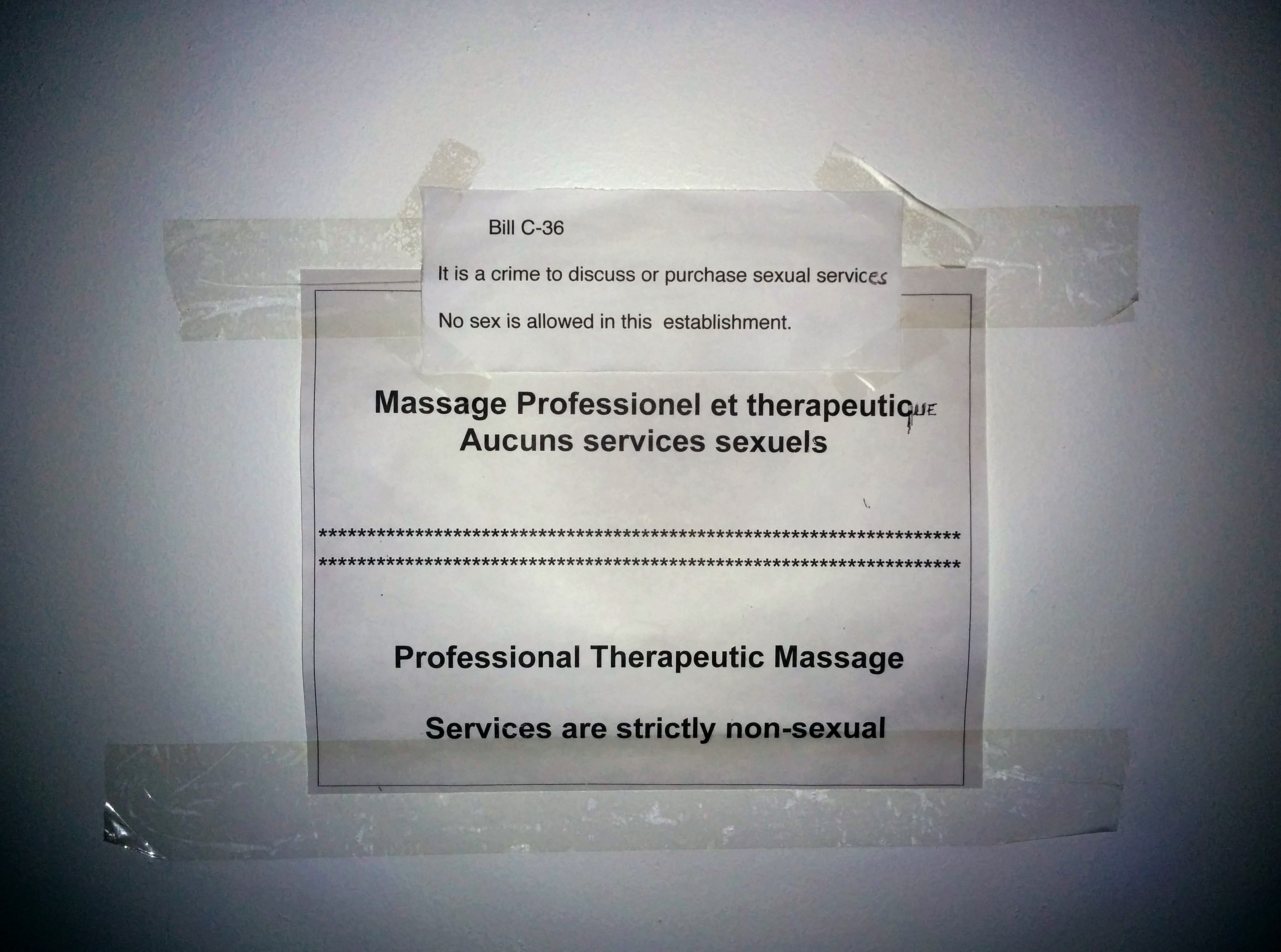
Cartel sobre el proyecto de ley C-36 en un salón de masajes de Montreal, en septiembre de 2015.

Durante mucho tiempo hubo un acuerdo general en que el statu quo de la prostitución en Canadá era problemático, pero ha habido poco consenso sobre lo que debería hacerse. Estas desavenencias también son ideológicas, entre quienes quieren ver eliminada la prostitución (prohibicionismo), generalmente porque la consideran una parte explotadora o inaceptable de la sociedad, y quienes abogan por la despenalización y consideran que las trabajadoras del sexo tienen agencia y la prostitución es una transacción. Los defensores de la despenalización creen que la prohibición fomenta la explotación de las trabajadoras del sexo al negarles protecciones legales y normativas. El gobierno conservador de Stephen Harper, que promulgó la actual ley de prostitución canadiense, y fue una de las últimas dispuestas durante su mandato, se comprometió con una postura neoabolicionista ligado a los principios del modelo nórdico, aplicado en países como Francia, Irlanda, Noruega, Suecia o Islandia.
Aunque el acto de intercambiar sexo por dinero ha sido legal durante la mayor parte de la historia de Canadá, la prohibición de las actividades que rodean al comercio sexual ha dificultado el ejercicio de la prostitución sin infringir ninguna ley.

## Historia
Canadá heredó las leyes del Reino Unido. Las primeras leyes sobre prostitución se registraron en Nueva Escocia en 1759. Tras la Confederación Canadiense en 1867, las leyes se consolidaron en el Código Penal en 1892. Estas leyes se referían principalmente al proxenetismo, el proxenetismo, la explotación de burdeles y la prostitución. La mayoría de las modificaciones introducidas hasta la fecha se refieren a este último delito. Originalmente clasificado como delito de vagabundeo, se modificó a prostitución en 1972. Desde la inclusión de la Carta de Derechos y Libertades en la Constitución canadiense, la constitucionalidad de las leyes de prostitución de Canadá ha sido cuestionada en varias ocasiones, culminando con la anulación por el Tribunal Supremo de varias disposiciones de la ley en Canada (AG) v Bedford en 2013, lo que llevó a un nuevo enfoque legislativo introducido en 2014.
Antes de que las disposiciones fueran anuladas, el Código Penal tipificaba como ilícitos los siguientes actos:
- Poseer, gestionar, arrendar, ocupar o encontrarse en un local de alterne, tal como se define en el artículo 197 (artículo 210) declarado nulo por el Tribunal de Apelación de Ontario, marzo de 2012;
- Transportar a alguien a un local de alterne (artículo 211);
- Proxenetismo (artículo 212);
- Vivir a costa de la prostitución declarada nula por el Tribunal de Apelación de Ontario, marzo de 2012, salvo en circunstancias de explotación;
- Pagar por mantener relaciones sexuales con menores de 18 años (artículo 212);[2]
- Comunicación en un lugar público con fines de prostitución (artículo 213);
- Y el transporte de una persona con el fin de explotarla o facilitar su explotación (artículo 279). Esto no especifica con ningún fin concreto, como la explotación sexual.

El 26 de marzo de 2012, el Tribunal de Apelación de Ontario anuló parte de dos disposiciones, a reserva de recurso, y la declaración no entró en vigor. El 25 de abril se presentó un recurso ante el Tribunal Supremo de Canadá, que incluía una prórroga de su suspensión. Los abogados de los demandados señalaron que el recurso de última hora les dejaba poco tiempo para responder.

## Situación legal
Las actividades relacionadas con el trabajo sexual que están prohibidas por la ley incluyen la explotación de un local (establecimiento de servicios sexuales o burdel) donde se realicen dichas actividades, ser encontrado en un establecimiento de este tipo, el proxenetismo para tales fines y la comunicación de dichos servicios (solicitación) en un lugar público. Esto dificultaba el ejercicio de la prostitución sin infringir ninguna ley. Los automóviles se consideran espacios públicos si pueden verse. Por otro lado, el trabajo como trabajadora sexual independiente y la comunicación privada con tales fines (teléfono, Internet, correo electrónico, etc.) son legales. Esta ambivalencia puede causar confusión, llevando al presidente del Tribunal Supremo a calificar la situación de «extraña»:

Nos encontramos en una situación anómala, algunos dirían extraña, en la que casi todo lo relacionado con la prostitución ha sido regulado por la ley penal, excepto la transacción en sí misma. Así pues, el argumento de los recurrentes, expresado de forma más precisa, es que al tipificar como delito tantas actividades que rodean al acto en sí, el Parlamento ha convertido la prostitución en ilegal de facto, si no ilegal de iure.

La situación legal también ha sido cuestionada en las sentencias de dos tribunales de Ontario en el caso Canada (AG) v Bedford -las demandadas/recurrentes son las activistas de los trabajadores del sexo Terri-Jean Bedford, Amy Lebovitch y Valerie Scott-, que calificaron las leyes de «antiguas» y subrayaron que el objetivo de las leyes no era erradicar la prostitución, sino mitigar los daños derivados de ella: «Estamos convencidos de que las disposiciones impugnadas no pretenden erradicar la prostitución, sino sólo algunas de las consecuencias asociadas a ella, como la perturbación de los barrios y la explotación de mujeres vulnerables por parte de proxenetas».
En una opinión discrepante (2:3) sobre el daño potencial de las leyes, los jueces de apelación escribieron:

La adición en 1985 de la disposición sobre la comunicación a las disposiciones existentes sobre las casas de citas y sobre vivir de las ganancias creó una tormenta casi perfecta de peligros para las prostitutas. En primer lugar, las prostitutas se vieron abocadas a las calles y, a continuación, se les negó la única defensa, la comunicación, que les permitía evaluar a los posibles clientes en tiempo real.

La «prostitución» no está definida en la legislación canadiense, sino que se basa en la jurisprudencia, que considera que son necesarios tres elementos para establecer que se está ejerciendo la prostitución: (i) la prestación de servicios sexuales, (ii) la naturaleza indiscriminada del acto (solicitar en lugar de elegir a los clientes), y (iii) la necesidad de algún tipo de pago.
El 25 de octubre de 2012, el Tribunal Supremo de Canadá admitió a trámite el recurso de apelación y la apelación cruzada contra la decisión del Tribunal de Apelación de Ontario contra Bedford. El tribunal también admitió la moción de suspender la decisión del Tribunal de Apelación de Ontario hasta que se dictara sentencia, lo que significa que los artículos del Código Penal en juego seguían en vigor en Ontario. La presidenta del Tribunal Supremo, Beverley McLachlan, escribió:

Estos recursos y la apelación cruzada no son acerca de si la prostitución debe ser legal o no. Se trata de si las leyes que el Parlamento ha promulgado sobre cómo puede ejercerse la prostitución son constitucionales. Concluyo que no. Por lo tanto, haría una declaración de nulidad suspendida, devolviendo la cuestión de cómo abordar la prostitución al Parlamento.

En una decisión fechada el 20 de diciembre de 2013, el Tribunal Supremo de Canadá anuló las leyes en cuestión. Aplazó la aplicación de su decisión durante un año -también aplicable a las secciones de Ontario- para dar al gobierno la oportunidad de redactar nuevas leyes. Tras el anuncio de la decisión, Valerie Scott declaró a los medios de comunicación que, independientemente de la decisión, las trabajadoras del sexo deben participar en el proceso de elaboración de la nueva legislación: «La cuestión aquí es que los políticos, aunque nos conozcan como clientes, no entienden cómo funciona el trabajo sexual. No serán capaces de redactar una ley medianamente decente. Fracasará. Por eso hay que sentar a los trabajadores del sexo a la mesa de manera significativa».
En respuesta, Peter MacKay, entonces titular de Justicia, presentó una enmienda legislativa, C-36, la «Ley de Protección de Comunidades y Personas Explotadas» el 4 de junio de 2014, que recibió la primera lectura. Entró en vigor el 6 de diciembre de 2014. La ley es criticada por los trabajadores del sexo, que creen que es peor para su seguridad que la ley anterior porque obliga a la industria del sexo a una mayor clandestinidad.

### Enfoque de la prostitución basado en el modelo nórdico
El proyecto de ley C-36, Ley de Protección de Comunidades y Personas Explotadas, presentado por el líder del Partido Conservador, Stephen Harper, recibió el Asentimiento Real el 6 de noviembre de 2014.Todos los partidos de la oposición se opusieron a la ley, incluidos los liberales, que declararon que la legislación era inconstitucional y no seguía las directrices establecidas en el caso Canada (AG) v Bedford. El primer ministro Justin Trudeau prometió seguir reformando la Ley C-36 durante su campaña electoral federal de 2015.
La legislación trata el trabajo sexual como una forma de explotación y desigualdad sexual (el Código Penal sólo se ocupa de las mujeres y las niñas en esta legislación). Entre 2009 y 2014, las mujeres representaron el 43 % de los delitos relacionados con la prostitución, pero cuando se promulgó la legislación en 2014, sólo el 9 % de los acusados de delitos de prostitución eran mujeres, mientras que hubo un aumento al 81 % para los delitos de prostitución masculina. Desafortunadamente, dado el lenguaje de la redacción, no está claro si los trabajadores sexuales transgénero están contemplados en la ley. Se han realizado muy pocas investigaciones sobre las personas transgénero en la industria del comercio sexual. El proyecto de ley C-36 pretende proteger la dignidad y la igualdad de todos los canadienses prohibiendo la compra de servicios sexuales, bajo el paraguas del modelo nórdico.
El modelo nórdico ofrece una solución asimétrica al trabajo sexual en la que la compra de servicios sexuales está penalizada mientras que la venta de servicios sexuales está despenalizada. Esto suele complementarse con un mejor acceso a la asistencia social y a los recursos de salida. En una opinión discrepante (2:3) sobre el daño potencial de las leyes, los jueces de apelación escribieron La adición en 1985 de la disposición sobre la comunicación a las disposiciones existentes sobre las casas de citas y sobre vivir de las ganancias creó una tormenta casi perfecta de peligros para las prostitutas. En primer lugar, las prostitutas se vieron abocadas a las calles y, a continuación, se les negó la única defensa, la comunicación, que les permitía evaluar a los posibles clientes en tiempo real.
La legislación sobre prostitución en Canadá ha sido criticada por las trabajadoras del sexo, ya que refuerza la violencia contra ellas y socava el acceso a los sistemas sociales. El proyecto de ley C-36 ha prohibido la prostitución en locales cerrados, pero esto no ha hecho más que desplazar el trabajo sexual en lugar de reducirlo, a la vez que ha dificultado el control de los entornos por parte de las trabajadoras del sexo. Nanos Research realizó una encuesta para el London Abused Women's Centre, que se llevó a cabo en Londres, Ontario, en 2020. En la encuesta se hicieron preguntas por teléfono y en línea a más de 1 000 canadienses de 18 años o más sobre sus opiniones acerca del proyecto de ley C-36. Los resultados de la encuesta sugieren que
- El 49 % de los canadienses apoya la legislación;
- El 61 % de los canadienses está de acuerdo en que el gobierno financie a las mujeres que trabajan en la industria del sexo;
- El 34 % de los canadienses está de acuerdo en que el trabajo sexual debe considerarse una profesión, pero el 45 % se opone a que el trabajo sexual, incluidos el proxenetismo y la explotación de burdeles, se considere una profesión legal.[22]

## Jurisprudencia
La aprobación de la Carta Canadiense de Derechos y Libertades en 1982 permitió, además de la jurisprudencia interpretativa, impugnar la constitucionalidad de las leyes que regulan la prostitución en Canadá. Otros procedimientos judiciales han abordado cuestiones de ultra vires (si una jurisdicción, como un gobierno provincial o un municipio, tiene competencias para legislar sobre la materia).
En 1990, el Tribunal Supremo de Canadá confirmó la ley que prohíbe la solicitación pública de la prostitución, argumentando que el objetivo de la ley era abolir la prostitución, lo cual era un objetivo válido. El Tribunal sostuvo que, aunque la disposición del Código Penal que prohibía la comunicación con el fin de ejercer la prostitución violaba el derecho a la libertad de expresión, podía justificarse en virtud del artículo 1 de la Carta, por lo que fue confirmada. La mayoría consideró, con una división de 5:2 y la disidencia de ambas mujeres, que el propósito de eliminar la prostitución era un objetivo válido, y que la disposición estaba racionalmente conectada y era proporcional a ese objetivo. En consecuencia, la disposición fue confirmada.
En 2010, una decisión del Tribunal Superior de Ontario en el caso Bedford c. Canadá sostuvo que las disposiciones clave del Código Penal relativas a la prostitución (mantenimiento de una casa de citas, vivir de las ganancias, y solicitar o comunicarse con este fin) eran inválidas, pero se suspendió su aplicación. El Tribunal de Apelación de Ontario dictó sentencia el 26 de marzo de 2012, confirmando la decisión del tribunal de primera instancia sobre los locales de alterne, modificando la decisión sobre vivir de las ganancias para tipificar como delito la explotación, pero revocando la decisión sobre la prostitución clandestina, al considerar que el efecto sobre las comunidades justificaba la limitación. Dos de los cinco jueces discreparon de la última sentencia, afirmando que la ley sobre la prostitución no era justificable. El tribunal mantuvo la suspensión de doce meses de la primera disposición y de treinta días de la segunda.
Ambas partes tenían hasta sesenta días para recurrir esta decisión ante el Tribunal Supremo de Canadá y, el 25 de abril, el Gobierno federal declaró que así lo haría. El 25 de octubre de 2012, el Tribunal Supremo de Canadá aceptó conocer del recurso. El Tribunal Supremo también aceptó conocer de un recurso cruzado de los trabajadores del comercio sexual sobre la decisión del Tribunal de Apelación de Ontario de prohibir la prostitución. El Tribunal Supremo de Canadá conoció del caso el 13 de junio de 2013 y anuló por unanimidad todas las restricciones al trabajo sexual, dictaminando que la prohibición de la prostitución y de los burdeles violaba el derecho de las prostitutas a la seguridad.
Entretanto, en 2007 se presentó un recurso similar en Columbia Británica, pero no prosperó debido a una moción procesal del Fiscal General de Canadá que solicitaba la desestimación por falta de legitimación de los litigantes. El Tribunal Supremo de Columbia Británica confirmó esta decisión en 2008, pero fue recurrida con éxito en 2010. El Fiscal General recurrió entonces la decisión del Tribunal de Apelación de Columbia Británica ante el Tribunal Supremo de Canadá, que se pronunció el 21 de septiembre de 2012. Desestimó el recurso y permitió que el caso volviera a tramitarse en el tribunal de primera instancia.

## Demografía

### Estadísticas judiciales
El informe sobre Prostitución callejera en Canadá (1993) del Centro Canadiense de Estadísticas de Justicia afirmaba que la actividad policial se dirigía principalmente a la calle. En 1992 se registraron más de 10 000 incidentes relacionados con la prostitución, de los cuales el 95 % fueron delitos de comunicación y el 5 % delitos de proxenetismo.
En 1997, informaron de un fuerte aumento del número de incidentes relacionados con la prostitución registrados por la policía en 1995, tras dos años de descenso. Dado que se trata de cifras policiales, es muy probable que reflejen más la aplicación de la ley que la actividad real. El informe también afirmaba que en el periodo 1991-1995, 63 prostitutas conocidas fueron asesinadas (el 5 % de todas las mujeres asesinadas en Canadá).
Desde entonces no se han publicado informes separados, pero se incluyen en Crime Statistics in Canada. Los datos del informe de 2007 muestran 5.679 delitos en 2006 (17/100 000 habitantes), y 4.724 en 2007 (14). Esto se traduce en una variación de -17,6 % entre 2006 y 2007, y de -27,6 % entre 1998 y 2007.

### Otros
No se conoce el número exacto de personas que ejercen el trabajo sexual, ya que no se puede recopilar de forma fiable. Las estimaciones varían mucho y deben interpretarse con cautela. Se calcula que entre el 10 % y el 33 % de todas las prostitutas trabajan principalmente fuera, por lo que son más visibles. El Subcomité sobre Prostitución de 2006 calculó que entre el 5 % y el 20 %.
Según algunas estimaciones, la mayoría de las trabajadoras del sexo son mujeres jóvenes (con una media de 22-25 años) que empezaron a trabajar entre los 16 y los 20 años. La mayoría son solteras, aunque se calcula que entre el 30 % y el 70 % de las prostitutas tienen hijos. En algunos estudios de campo, el 62 % de las prostitutas de Vancouver, el 50 % de las de Toronto y el 69 % de las de Montreal afirmaron que trabajaban para sí mismas, mientras que la presencia e influencia de los proxenetas estaba más extendida en las Maritimes y en las Praderas. Se ha comprobado que el consumo de drogas varía sustancialmente según la región y el sexo; es más elevado en las provincias atlánticas, más bajo en Quebec, y parece ser un problema para los hombres más que para las mujeres. Sin embargo, todas estas cifras deben interpretarse con cautela y compararse con la población general.
Las mujeres y niñas indígenas están sobrerrepresentadas en el comercio sexual callejero y la trata de personas. Esto se ha atribuido en gran medida a tres causas principales: la desigualdad de género, un lugar subordinado en la sociedad colono-colonial y la violencia selectiva. Si a esto se añade el racismo de la sociedad colonial contra la población indígena, no es imposible que una actitud violenta hacia los cuerpos de las trabajadoras de la calle indígenas sea más aceptable que una actitud violenta hacia las mujeres no indígenas.
Según una encuesta realizada en 1998, el 7 % de los hombres canadienses han pagado por sexo al menos una vez en su vida, cifra muy inferior a la de Estados Unidos, donde en 1994 el 18 % de los hombres declararon haber pagado por sexo, cifra que descendió ligeramente hasta el 15 % en 2004.

## Prostitución callejera
Casi toda la aplicación de las leyes sobre prostitución se refiere a las personas implicadas en la prostitución callejera, ignorándose prácticamente las demás formas de prostitución. Por lo general, la aplicación de la ley se centra en las prostitutas y no en sus clientes.

### Efectos del artículo 213 (comunicación)
Más del 90 %% de los enjuiciamientos se basan en el artículo 213 (comunicación) del Código Penal. En consecuencia, se ha convertido en el blanco de las críticas que afirman que, aunque está concebido para evitar las molestias públicas, ignora la seguridad pública. En la práctica, la Ley de Comunicación no ha alterado la extensión del trabajo sexual callejero, sino que simplemente lo ha desplazado, a menudo a lugares más peligrosos. El proyecto STAR demostró que la reubicación en zonas poco iluminadas y poco pobladas reducía la atención inoportuna de la policía y los residentes, pero aumentaba la probabilidad de «malas citas».

## Cuestión por provincias
Aunque el trabajo sexual existe en todas las ciudades, Vancouver ha recibido una gran publicidad debido a las malas condiciones socioeconómicas del Downtown Eastside y al asesinato de un gran número de mujeres que trabajaban en el comercio sexual, un número desproporcionado de las cuales eran aborígenes. Los «salones de masaje corporal» pueden ser establecimientos en los que se ejerce el trabajo sexual, lo que sería ilegal en virtud de las leyes sobre casas obscenas y de comunicación. El clima más suave de la ciudad puede favorecer la prostitución callejera. Sin embargo, las trabajadoras del sexo y sus servicios de apoyo en Vancouver se han organizado muy bien y se han hecho oír a la hora de responder a las críticas de los medios de comunicación. Mantienen una relación incómoda con la policía. Columbia Británica también ha sido la zona de Canadá donde más investigaciones se han llevado a cabo.
Por lo que respecta a los asesinatos de más de 60 trabajadoras del sexo, la mayoría indígenas, del Downtown Eastside de Vancouver en la década de 1990, es probable que el asesino en serie Robert Pickton pudiera matar a esas mujeres específicamente porque habían sido desplazadas del núcleo del Downtown en el «paseo» delimitado por Helmcken Street al norte de Seymour hasta Nelson, al este hasta Richards y al sur hasta Helmcken Street hasta la zona industrial del Downtown Eastside. Los juicios posteriores centraron la atención nacional en la seguridad de las trabajadoras del sexo con arreglo a la legislación de la época, lo que finalmente dio lugar a procesos judiciales que cuestionaban la constitucionalidad de dichas leyes. Aunque estos juicios no se centraron en la sobrerrepresentación de las mujeres indígenas en la prostitución, una investigación pública de 2011 sobre mujeres desaparecidas y asesinadas volvió a llamar la atención sobre la interacción entre seguridad y legislación.
En 2012, un joven de Victoria (Columbia Británica) fue condenado por cargos relacionados con la prostitución de un niño en línea. Fue condenado a tres años de prisión.

## Prostitución y salud
Según un estudio, el 26 % de las trabajadoras del sexo de Vancouver estaban infectadas por el VIH, y la prevalencia general del VIH en Vancouver era del 1,21 %, seis veces superior a la tasa nacional. Se citó a Patricia Daly, jefa de salud médica del Vancouver Coastal Health, diciendo que «nuestro mensaje siempre ha sido que hay que asumir que las trabajadoras del sexo son seropositivas». Este comentario fue criticado por ofensivo e inexacto. La correspondencia posterior demostró que esta cifra era engañosa. En realidad, los datos representaban a los usuarios de drogas inyectables que acudían a los servicios sanitarios. Con más problemas de salud en los grupos de mediana edad.
Los problemas del VIH/sida en Saskatchewan han recibido cierta publicidad cuando las autoridades sanitarias culparon a los consumidores de drogas inyectables (CDI) y a los profesionales del sexo en la calle en 2009. Sin embargo, el VIH es poco común entre los profesionales del sexo, a menos que también sean consumidores de drogas inyectables. El Regina Street Workers Advocacy Project criticó las declaraciones que demonizaban a un grupo.

## Prostitución y menores
La prostitución infantil es ilegal, pero la comunidad teme que sea un problema creciente. El número de menores prostituidos es controvertido. Según las estadísticas policiales, tan solo el 5 % de los acusados de actividades de prostitución son jóvenes y más del 80 % son mujeres jóvenes. Otros afirman cifras más elevadas. En un informe de ECPAT de 2006 se afirma que, si bien Statistics Canada calcula que entre el 10 % y el 15 % de las personas implicadas en la prostitución callejera son menores de 18 años, la mayoría de los defensores de los niños consideran que esta cifra es una gran subestimación. Por otra parte, Unicef ha planteado dudas sobre los métodos de ECPAT.
Aunque se han hecho afirmaciones expansivas sobre su alcance, los informes de expertos concluyen que existen pocas estimaciones fiables sobre el alcance de la prostitución infantil. Por ejemplo, un informe de 2002 del Instituto de Justicia de Columbia Británica afirma que, «debido a la naturaleza ilícita de la explotación sexual comercial, no hay forma de medir con precisión el número de niños y jóvenes que son explotados sexualmente con fines comerciales. Las estimaciones sobre el número de niños y jóvenes explotados sexualmente con fines comerciales en Canadá varían enormemente».

### Iniciativas federales
El Código Penal se modificó en 1988 para incluir el abuso sexual infantil y vincular la prostitución juvenil al apartado de «proxenetismo». En 1995, el Grupo de Trabajo Federal-Provincial-Territorial sobre Prostitución declaró que estas disposiciones «han sido ineficaces para llevar ante la justicia a los clientes y proxenetas de jóvenes implicados en la prostitución». Informaron de que las acusaciones en virtud de estas disposiciones eran poco frecuentes, y que las prostitutas menores de edad y sus clientes seguían siendo acusados en virtud del delito general de condena sumaria que prohíbe la prostitución callejera, al igual que los adultos. Los problemas de aplicación se debían a la reticencia de los jóvenes a testificar contra los proxenetas y a la dificultad de detener a los clientes.

#### Proyecto de ley C-27
Las enmiendas de 1996 tenían en cuenta el informe del Grupo de Trabajo. El proyecto de ley C-27 incluía un nuevo delito de proxenetismo «agravado». Se aplica a los proxenetas que obligan a menores a prostituirse mediante violencia o intimidación, con una pena mínima obligatoria de cinco años de prisión y una pena máxima de 14 años. El proyecto de ley C-27 amplía algunas garantías procesales a los testigos menores de edad que comparecen ante un tribunal, dándoles derecho a declarar fuera de la sala, detrás de una pantalla (o en vídeo). Las prohibiciones de publicación podrían proteger la identidad de los denunciantes o testigos menores de 18 años. La adición de un delito por obtener o intentar obtener los servicios sexuales de una persona que el delincuente creía menor de 18 años tenía por objeto facilitar la aplicación del artículo 212(4); el artículo 212(5) añadía que la prueba de que una persona se presentaba ante el acusado como menor de 18 años era prueba de esa creencia, en ausencia de pruebas en contrario. Se pretendía que para detectar tales delitos se recurriera a agentes encubiertos y no a los propios menores. El proyecto de ley C-27 recibió la sanción real en abril de 1997.
Las provincias expresaron entonces su preocupación por la dificultad de obtener condenas, ya que la Corona tenía que probar la creencia del acusado en cuanto a la edad del joven, mientras que el grupo de trabajo no estaba seguro de la constitucionalidad de la legislación.

#### Proyecto de ley C-51
En junio de 1998 se presentó el proyecto de ley C-51, en el que se cambiaba «intente obtener» por «se comunique con cualquier persona con el fin de obtener» para simplificar el enjuiciamiento eliminando la necesidad de demostrar la creencia sobre la edad. También se permitía explícitamente la vigilancia electrónica, que se convirtió en ley en marzo de 1999.

### Iniciativas provinciales y municipales
En junio de 1999, los dirigentes provinciales y territoriales declararon la prostitución infantil abuso y no delito y acordaron armonizar la legislación sobre bienestar infantil. Varias provincias y municipios nombraron grupos de trabajo para aplicar el concepto del niño como víctima. Alberta fue la primera en hacerlo, seguida de Columbia Británica, Saskatchewan, Manitoba, Nueva Escocia y Ontario (junio de 2002).

#### Columbia Británica
Los medios de comunicación afirman que en Vancouver hay unas 500 prostitutas callejeras menores de 17 años, mientras que algunos han afirmado que puede haber muchos más niños implicados en la prostitución de interior.
Aproximadamente entre el 50 % y el 80 % del comercio sexual infantil en Columbia Británica se lleva a cabo en salones de masaje, bares de karaoke y «trick pads»; sólo entre el 20 % y el 50 % del comercio es visible en la superficie, con niños que son solicitados abiertamente en las calles. En las comunidades más pequeñas de Columbia Británica, la explotación sexual de menores es aún menos visible. Se produce en casas particulares, callejones y parques, en muelles públicos y paradas de camiones, y en barcos de pesca.
Algunos adolescentes tutelados habían anunciado sexo en venta en Craigslist cuando la categoría de servicios eróticos aún estaba disponible. Craigslist eliminó esta categoría el 18 de diciembre de 2010.

#### Niños indígenas
Se pretendía que para detectar tales delitos se recurriera a agentes encubiertos y no a los propios menores. El proyecto de ley C-27 recibió la sanción real en abril de 1997.

#### Alberta
La Ley de Bienestar Infantil de Alberta (1997) añadió la compra de sexo a un menor de 18 años como abuso infantil, con multas de hasta 2 000 dólares o seis meses de cárcel, además de las penas del Código Penal.
La Ley de Protección de Menores Implicados en la Prostitución (febrero de 1999) establecía que un menor que quisiera abandonar la prostitución podía acceder a programas de apoyo comunitario, pero si no lo hacía podía ser detenido por la policía. Entonces podían ser confinados durante un máximo de 72 horas en un centro de protección, donde podían recibir atención de urgencia, tratamiento, evaluación y planificación. Los clientes y proxenetas pueden ser acusados de abusos sexuales a menores y multados con hasta 25 000 dólares, 2 años de cárcel o ambas cosas.
Sin embargo, en julio de 2000, la ley fue declarada inicialmente inconstitucional. La Audiencia Provincial determinó que no respetaba los derechos legales de los niños porque carecía de las «garantías procesales» necesarias para permitir a los jóvenes el derecho a responder a las acusaciones o a interponer un recurso judicial. Pero en diciembre el Tribunal de Queen's Bench confirmó la legislación en apelación. No obstante, el gobierno ya había introducido enmiendas que garantizan que cuando un menor es confinado se le informa por escrito del motivo de su confinamiento, su duración, las fechas del juicio y el derecho a representación legal. También se da al menor la oportunidad de ponerse en contacto con Asistencia Jurídica y de que pueda solicitar una revisión judicial del confinamiento.
También se introdujeron enmiendas para permitir que los niños reciban atención y apoyo adicionales, incluida la ampliación del periodo de confinamiento hasta cinco días y la posibilidad de que las autoridades soliciten un máximo de dos periodos de confinamiento adicionales de hasta 21 días cada uno.

#### Manitoba
En Winnipeg, en una investigación realizada en 2008 se demostró que cientos de niños, algunos de tan solo ocho años, venden sexo a hombres adultos a cambio de dinero, drogas e incluso comida y alojamiento. Se calcula que el 7 0% de las prostitutas menores de edad son aborígenes, más del 70 % están bajo la tutela de los Servicios para la Infancia y la Familia, y más del 80 % se ven envueltas en el problema tras huir de sus hogares.

#### Ontario
La legislación sobre bienestar infantil de Ontario va más allá que la de Alberta, ya que permite a la provincia demandar a proxenetas y otras personas que explotan sexualmente a niños con fines lucrativos, para recuperar los costes del tratamiento y los servicios que necesitan sus víctimas.

### A nivel local
La mayoría de las prostitutas infantiles no trabajan en la calle, sino a puerta cerrada: «No se puede tener a los niños en una esquina porque los descubrirían enseguida. Así que lo que hacen los proxenetas y reclutadores es mantenerlos fuera de la calle», explica Raven Bowen, de Vancouver.

### Reclutamiento
Un informe de 2002 del Gobierno de la Columbia Británica afirmaba que algunos niños acaban ejerciendo la prostitución después de huir de casa, donde pueden haber sido víctimas de abusos físicos y/o sexuales. El informe citaba como causas de la explotación sexual comercial de menores factores como el aislamiento social, la baja autoestima, una familia disfuncional en la que la violencia y el abuso de sustancias eran habituales, el abandono, los abusos sexuales tempranos u otras experiencias traumáticas, el abandono escolar y discapacidades ocultas como el síndrome alcohólico fetal. 
Muchos niños tenían un historial de cuidados provinciales en un hogar de acogida o de grupo o vivían solos, pero algunos jóvenes de familias que funcionaban bien habían abandonado el hogar tras un suceso traumático y corrían el riesgo de ser explotados sexualmente una vez en la calle. Algunos procedían de familias en las que otros miembros ejercían la prostitución o de comunidades en las que ésta era habitual.
Descubrieron que algunos eran presa de proxenetas que podían ganarse lentamente su confianza, entablar amistad con ellos y proporcionarles comida, alojamiento y ropa antes de engancharlos a las drogas y el alcohol y obligarlos a prestar servicios sexuales. Sin embargo, se descubrió que sólo una pequeña proporción estaba controlada de esta manera, y que las chicas mayores solían introducir a las más jóvenes en el comercio. Algunos proxenetas se consideraban novios, según el informe. Los proxenetas pueden utilizar técnicas románticas para seducir a las jóvenes. En los casos en que los proxenetas parecían participar en la captación, trabajaban en zonas donde se congregan los jóvenes, como patios de comidas de centros comerciales, centros comunitarios y escuelas, prefiriendo lugares no supervisados, como restaurantes de comida rápida y paradas de autobús, pero también lugares supervisados, como programas de acogida, hogares de grupo, centros de detención de menores, albergues juveniles y centros de tratamiento. Los proxenetas localizan fácilmente a los niños fugados en las estaciones de autobús y tren de las principales ciudades canadienses.

### Trata de personas
A principios de la década de 1990, se empezó a presionar para que se tomaran medidas contra la explotación sexual de niños extranjeros por parte de turistas canadienses que viajaban al extranjero, a pesar de que se desconocía su alcance, lo que condujo a la presentación de varios proyectos de ley de miembros privados en el Parlamento canadiense.
La ley C-27 (1996) modificó el artículo 7 del Código Penal para abordar esta cuestión. La s. 7(4.1) amplió sus disposiciones extraterritoriales a 11 delitos sexuales y relacionados con el sexo contra menores (pero no especifica la compra de sexo) y aplica la legislación canadiense a jurisdicciones extranjeras.
Tras la promulgación del C-27 en 1997, el Ministerio de Justicia participó en la elaboración del Protocolo facultativo de la Convención de las Naciones Unidas sobre los Derechos del Niño relativo a la venta de niños, la prostitución infantil y la utilización de niños en la pornografía, y Canadá se convirtió en signatario en noviembre de 2001 (en vigor desde enero de 2002). Al mismo tiempo, el proyecto de ley C-15 simplificó los enjuiciamientos de este tipo, que antes distinguían entre prostitución y otras formas de abuso sexual.
En 2009, Joy Smith presentó el proyecto de ley C-268, Ley de modificación del Código Penal (condena mínima por delitos relacionados con la trata de personas menores de dieciocho años).Este proyecto de ley modificaba el artículo 279.01 del Código Penal de Canadá para crear un nuevo delito de trata de menores con una pena obligatoria de cinco años. El proyecto de ley C-268 recibió un amplio apoyo de las partes interesadas en la trata de seres humanos, incluidas las fuerzas del orden, los servicios de atención a las víctimas, los representantes de las Primeras Naciones y las organizaciones no gubernamentales religiosas y laicas.
La diputada Joy Smith colaboró con sus colegas de todos los partidos para lograr el apoyo a la ley. El 30 de septiembre de 2009, el proyecto de ley C-268 recibió el apoyo casi unánime de los partidos Conservador, Liberal y NDP y fue aprobado por la Cámara de los Comunes, aunque con la oposición del Bloc Québécois. El 29 de junio de 2010, el proyecto de ley C-268 obtuvo la sanción real y se convirtió en ley. El éxito de la aprobación de un proyecto de ley de miembros privados es poco frecuente y es sólo la 15ª vez en la historia de Canadá que un proyecto de ley de miembros privados modifica el Código Penal.

## Cuestiones políticas
La elaboración de políticas en torno al trabajo sexual en Canadá es compleja, y se divide entre distintas jurisdicciones y organismos. Se debate hasta dónde puede llegar un gobierno en cuanto a inmiscuirse en la vida privada, e incluso si la prostitución es realmente un problema o simplemente forma parte de problemas mayores.
Aunque la escena al aire libre es la más visible y la que tiene más probabilidades de suscitar quejas, existe la opinión de que las acciones contra ellas se limitan a desplazar el problema en lugar de resolverlo, y que los perjuicios que pueda ocasionar la prostitución se derivan de actitudes públicas y leyes incoherentes. El estatus legal se ha descrito como «cuasi-legal».
El debate procede de feministas, libertarios civiles, conservadores sociales, políticos y funcionarios de orden público. Los debates giran en torno a la moralidad, los derechos y libertades constitucionales y el hecho de que sea uno de los pocos ámbitos de actividad sexual consentida que sigue sujeto a control legal.

## Política
Diversos comités y grupos de trabajo gubernamentales han hecho muchas recomendaciones, muy pocas de las cuales se han aplicado. La más reciente fue el informe de 2006 de la subcomisión parlamentaria sobre prostitución, que se dividió en líneas ideológicas partidistas, con recomendaciones de despenalización por parte de los partidos mayoritarios de la oposición y de erradicación por parte de los miembros minoritarios del gobierno.
El gobierno conservador de Stephen Harper apoyó la prohibición de la prostitución. En respuesta al informe de 2006, el primer ministro declaró: «en cuanto a la legalización de la prostitución, sólo puedo decirles que, obviamente, eso es algo que este gobierno no favorece». El ministro de Justicia Rob Nicholson también declaró: «no estamos por la labor de legalizar burdeles, y no tenemos intención de cambiar ninguna de las leyes relativas a la prostitución en este país».
Una medida así se encontraría probablemente con la oposición de las organizaciones feministas prohibicionistas, contrarias a la prostitución, que consideran una forma de explotación de la mujer y de dominación masculina. Señalan que en Suecia, Noruega e Islandia es ilegal pagar por sexo (el cliente comete un delito, pero no la prostituta) y argumentan que los países con un alto compromiso con la igualdad de género no toleran la prostitución. Por otro lado, otras feministas y grupos de mujeres consideran que las leyes que prohíben el trabajo sexual oprimen el trabajo de las mujeres y abogan por su derogación como una cuestión básica de derechos humanos.
En octubre de 2011, la diputada conservadora Joy Smith declaró que estaba preparando legislación que prohibiría la compra de sexo. En respuesta, la abogada de Vancouver, Katrina Pacey, de PIVOT, esbozó los argumentos jurídicos en contra de tal enfoque.
En septiembre de 2012, tras la decisión del Tribunal Supremo de Canadá de permitir a las trabajadoras del sexo de Columbia Británica seguir adelante con un recurso de inconstitucionalidad contra las leyes, el ministro de Justicia reiteró la oposición del gobierno a cualquier cambio en el statu quo.

## Opinión pública
La mayoría de las encuestas de opinión pública, que se introdujeron por primera vez en 1984, demuestran una falta de comprensión de la ley, lo que podría influir en las respuestas. Las encuestas también se han citado con frecuencia de forma engañosa.
Un sondeo de opinión realizado en 2006 mostró que el 68 % de los canadienses consideraba que la prostitución era «inmoral» (el 76 % de las mujeres y el 59 % de los hombres). En 2009, una encuesta en línea realizada por Angus Reid Public Opinion a una muestra nacional representativa de 1 003 adultos canadienses mostró que la prostitución era considerada «moralmente aceptable» por el 42 % de los canadienses, pero había diferencias por edad y género. Los jóvenes eran los más críticos con la prostitución: sólo el 36 % de los que tenían entre 18 y 34 años la consideraban «moralmente aceptable», frente al 45 % de los que tenían entre 35 y 54 años, y el 44 % de los mayores de 55 años. El 29 % de las mujeres consideraba aceptable la prostitución, frente al 56 % de los hombres. El 60 % de los encuestados se mostró partidario de permitir el trabajo en interiores. Solo el 16 % apoyó el statu quo (donde todo lo relacionado con la prostitución, excepto la venta de sexo en sí, era ilegal), el 25 % apoyó la prohibición, mientras que el 50 % apoyó la despenalización.
En 2012, el 21 % de los encuestados en un sondeo de Ipsos Reid (1 004 adultos entre el 30 de marzo y el 1 de abril) estaba muy de acuerdo y el 44 % algo de acuerdo en que la prostitución en prostíbulos debería ser legal, mientras que el 20 % estaba muy en desacuerdo y el 15 % algo en desacuerdo (el 65 % a favor de la legalización y el 35 % en contra). El 75 % de los hombres y el 56 % de las mujeres estaban a favor de la legalización. Todos los grupos de edad y todas las regiones estaban a favor de la legalización, aunque había variaciones regionales.
Tras la introducción de la legislación de enmienda en junio de 2014, una encuesta de Angus Reid (1 007 adultos entre el 6 y el 7 de junio) mostró que el 45 % pensaba que comprar sexo debería ser legal, el 45 % que debería ser ilegal y el 11 % estaba indeciso. El 51 % creía que vender sexo debería ser legal.
Una encuesta de Nanos de 2020 reveló que el 17 % de los canadienses apoyaba firmemente la despenalización de la prostitución, el 37 % la apoyaba en cierta medida, el 19 % se oponía en cierta medida y el 23 % se oponía firmemente. En particular, los hombres eran mucho más propensos a apoyar la despenalización (64 %) que las mujeres (47 %). Una encuesta de Ipsos realizada más tarde en 2020 reveló que el 24 % de los canadienses pensaba que la prostitución debería ser una profesión legal como cualquier otra (similar a la despenalización o legalización), el 46 % prefería la despenalización de la venta de sexo pero la penalización de la compra de sexo y el proxenetismo (similar a la ley existente en Canadá), y el 16 % deseaba que la prostitución fuera ilegal en todas las circunstancias. La misma encuesta reveló que el apoyo medio a la ley canadiense sobre prostitución en una escala del 1 al 7 era de 5,2. Los encuestados se mostraron a favor de proporcionar ayudas adicionales a las mujeres que ejercen la prostitución, se distribuyeron uniformemente en cuanto a si consideraban la prostitución como una forma de violencia masculina contra las mujeres, y se opusieron rotundamente a que los miembros de la familia pagasen por un servicio sexual.

## Tráfico sexual
En 2024, la Oficina de Vigilancia y Lucha contra la Trata de Personas del Departamento de Estado de los Estados Unidos mantenía la clasificación de Canadá como país de "nivel 1";
Como en otros países, los debates en torno a la trata de seres humanos con fines de explotación sexual suelen dominar el debate más amplio sobre la prostitución. Estos debates tienden a ser muy emotivos y controvertidos, ejemplos de los cuales se produjeron tras la decisión del Tribunal Supremo de 2013 sobre la naturaleza inconstitucional de las leyes de prostitución de Canadá. Un psicoterapeuta declaró: «Me parece inquietante, decepcionante, porque elimina la única restricción que tenían los hombres que se dedican a buscar mujeres. Ya es un entorno de trabajo extremadamente peligroso para las mujeres. Ahora sé que la policía no patrullará ni hará operaciones encubiertas, así que básicamente es temporada abierta».
Karen Mykietka, presidenta de la Liga Comunitaria de la Avenida Alberta, declaró a los medios:

Cualquiera que trabaje en este sector sabrá que es una batalla campal y que nadie va a imponer nada. Preveo un aumento de la prostitución, sobre todo en los meses de verano, y eso no es lo que a la comunidad le gusta ver en sus calles".

### Operación Northern Spotlight
Poco después de la decisión del Tribunal Supremo, la policía de al menos 30 centros de todo Canadá inició una investigación de dos días sobre trata de seres humanos y explotación sexual denominada Operación Northern Spotlight. La operación tuvo lugar los días 22 y 23 de enero de 2014 y se centró en los establecimientos hoteleros y moteleros situados en las principales arterias, así como en los locales de trabajo sexual. Según la Red Global de Proyectos de Trabajo Sexual (NSWP), 180 efectivos policiales entrevistaron a 333 mujeres e identificaron a 25 presuntos traficantes de seres humanos.
Según informes de prensa, en Ontario se detuvo a una persona y se identificó a dos presuntos tratantes de personas. La policía de York detuvo y presentó cargos contra un varón y, como resultado de la operación relámpago de dos días, se revelaron los nombres de dos presuntos traficantes de personas de Windsor. El NSWP informó de que la policía de las regiones de Peel y Durham, en Ontario, entrevistó a 53 mujeres de entre 16 y 45 años, e informó de que «muchas de las mujeres parecen estar tomando sus propias decisiones de participar para obtener beneficios económicos. Parte o la totalidad de las ganancias de los encuentros sexuales se las quedaba su controlador o proxeneta varón adulto». En las dos regiones, nueve hombres fueron detenidos y se enfrentan a 83 cargos relacionados con la trata de seres humanos, delitos con armas de fuego, posesión de drogas y pornografía infantil. En Edmonton, el detective de la unidad de antivicio de la policía Steven Horchuk declaró que la policía seguiría centrándose en los clientes de la prostitución, en particular en los casos relacionados con circunstancias de explotación, pero que ya no presentaría cargos relacionados con la comunicación con fines de prostitución debido a la decisión del Tribunal Supremo.

## Movimientos sociales
Al mismo tiempo surgieron varios movimientos que abogaban por la erradicación del trabajo sexual como explotación o por una mayor protección de los trabajadores y una despenalización basada en los derechos humanos. Un comité de 1983 recomendó tanto sanciones más severas para hacer frente al espectro visible del trabajo sexual, como reformas más amplias. En 1983 la ley se hizo técnicamente neutra en cuanto al género y en 1985 se ampliaron las disposiciones para perseguir la comunicación, mientras que en 1988 se promulgaron disposiciones especiales para los menores. Nada de esto aplacó el debate.
Varios grupos nacionales de mujeres, como la Asociación Canadiense de Centros de Agresión Sexual y la Asociación de Mujeres Nativas de Canadá, varios grupos provinciales, entre ellos le Centre d'aide et de lutte contre les aggressions a charactere sexuelles; grupos locales, entre ellos La Cles, Vancouver Rape Relief and Women's Shelter, Exploited Voices Educating, University Women's Club, The Aboriginal Women's Action Network, The Asian Women's Coalition Ending Prostitution y Vancouver Collective Against Sexual Exploitation, abogan por un enfoque abolicionista de la política.La Servants Anonymous Society es una organización de mujeres sin ánimo de lucro que ayuda a las jóvenes a salir de la industria del sexo.
Por el contrario, numerosos grupos dirigidos y organizados por trabajadoras sexuales de todo el país siguen defendiendo la despenalización total del trabajo sexual en Canadá, argumentando que ilegalizar la compra de sexo perjudica a las trabajadoras sexuales. El 75 % de los hombres y el 56 % de las mujeres estaban a favor de la legalización. Todos los grupos de edad y todas las regiones estaban a favor de la legalización, aunque había variaciones regionales.
La epidemia de VIH/sida abrió la puerta a los programas de reducción de daños, que contribuyeron a financiar la organización de los profesionales del sexo, lo que hizo que la conversación pasara de una perspectiva exclusivamente moralizante a otra de reducción de daños. Muchos autores y organizaciones sostienen que el sexo está aquí para quedarse y que no se puede erradicar, por lo que sugieren despenalizar el trabajo sexual y crear un sistema legal que apoye la salud y la seguridad de los profesionales del sexo.
La política canadiense sigue actualmente el enfoque abolicionista en lugar del enfoque basado en la reducción de daños y en los derechos para mejorar la seguridad y los derechos de los profesionales del sexo, a pesar de que muchas organizaciones defienden que los profesionales del sexo son trabajadores y seres humanos que deberían tener los mismos derechos que los demás. Se ha demostrado que los entornos de riesgo y los daños del trabajo sexual se amplifican mutuamente, y las investigaciones han demostrado que las vulnerabilidades y la violencia que sufren los profesionales del sexo difieren en función del entorno en el que se ejerce el trabajo sexual. Los estudios han demostrado que la creación de espacios interiores para el trabajo sexual se ha relacionado con una mayor seguridad, en concreto, con la reducción de la violencia y las agresiones sexuales, la disminución de los riesgos para la salud y la mejora de las relaciones con la policía.